# Raión de Blahovishchenske
Raión de Blahovishchenske (en ucraniano: Благовіщенський район), antes Raión de Ulianovka (en ucraniano: Ульяновський район) es un antiguo raión o distrito de Ucrania en el óblast de Kirovogrado. La capital fue la ciudad de Blahovishchenske.
Comprende una superficie de 701 km².

## Demografía
Según estimación 2010 contaba con una población total de 28718 habitantes.

## Otros datos
El código KOATUU es 3525500000. El código postal 26400 y el prefijo telefónico +380 5259.